# カテリーナ・ザッカリア
カテリーナ・ザッカリア (イタリア語: Catherine Zaccaria　1462年8月26日没) またはアイカテリナ・パレオロギナ (ギリシア語: Αἰκατερίνα Παλαιολογίνα) は、最後のアカイア公チェントゥリオーネ2世アサン・ザッカリアの娘、モレアス専制公ソマス・パレオロゴスの妃。

## 生涯
ビザンツ帝国のモレアス専制公ソマス・パレオロゴスと1429年9月に婚約し、1430年1月にミストラスで結婚した。
1432年のソマスによるアカイア征服や1453年のビザンツ帝国滅亡後もソマスのもとにとどまりバシリッサを名乗っていたが、1460年にモレアス専制公領もオスマン帝国に征服され、家族と共にヴェネツィア領コルフ島へ亡命した。カテリーナはここで1462年8月26日に死去し、イアソン・ソシパトロス修道院に葬られた。

## 家族
ソマス・パレオロゴスの間に二男二女、すなわちアンドレアス、マヌエル、エレニ（セルビア専制公ラザル・ブランコヴィチの妃）、ゾイ (モスクワ大公イヴァン3世妃)が生まれた。